# 千代丸亮彦
千代丸 亮彦（ちよまる あきひこ、1970年12月25日 - ）は、福岡県北九州市出身の元プロ野球選手（内野手）。1996年から1997年までの登録名は千代丸 祥士（ちよまる しょうし）。

## 来歴・人物
常磐高では1年秋に九州大会初戦で先発したが途中降板して敗退、3年春は北部県大会で優勝して九州大会へ進むが初戦で延長10回を完投したがサヨナラ負け。5月の高校NHK杯でノーヒットノーランを達成。夏の県大会は準々決勝で9回裏に二死満塁で登板すると初球で暴投によるサヨナラ負けを喫した。
1988年のプロ野球ドラフト会議で広島東洋カープから6位指名を受け入団。同期のドラフト5位には江藤智がいる。
1年目の1989年春季キャンプでは打力を見込まれ打者に転向し、プロ3年目の1991年に一軍初出場を果たし、1993年には二軍で13本塁打を記録し、ウエスタン・リーグ本塁打王を獲得する。しかし、一軍では無安打に終わる。1994年一軍監督に就任した三村敏之が俊足・強肩の選手を好んだことから、走力・肩の力とも難のあった千代丸は出場機会を得られず、打撃の確実性を求めて変化球打ちに取り組んだものの、やがて速球も打てなくなったという。
1995年シーズン途中からシーズン終了まで、広島と技術交流契約を結んでいた台湾プロ野球の時報イーグルスに派遣されたが、12試合出場・19打数4安打の打率.211にとどまっている。
1996年から再び広島に復帰するが、一軍で安打を放てないまま1997年限りで現役を引退。戦力外通告を受けて以降、オリックス・ブルーウェーブやヤクルトスワローズなど4球団のテストを受けたが、最後はヤクルトの監督を務めていた野村克也から不合格を告げられ、引退を決意した。
引退後は、地元の福岡県に本拠地を置く社会人野球の沖データコンピュータ教育学院でコーチを務めた。2021年12月時点では福岡県北九州市小倉南区に在住し、会社員として生活している。

## 詳細情報

### 年度別打撃成績
| 年 度     | 球 団     | 試 合 | 打 席 | 打 数 | 得 点 | 安 打 | 二 塁 打 | 三 塁 打 | 本 塁 打 | 塁 打 | 打 点 | 盗 塁 | 盗 塁 死 | 犠 打 | 犠 飛 | 四 球 | 敬 遠 | 死 球 | 三 振 | 併 殺 打 | 打 率 | 出 塁 率 | 長 打 率 | O P S |
| --------- | --------- | ----- | ----- | ----- | ----- | ----- | -------- | -------- | -------- | ----- | ----- | ----- | -------- | ----- | ----- | ----- | ----- | ----- | ----- | -------- | ----- | -------- | -------- | ----- |
| 1991      | 広島      | 6     | 6     | 6     | 0     | 0     | 0        | 0        | 0        | 0     | 0     | 0     | 0        | 0     | 0     | 0     | 0     | 0     | 3     | 0        | .000  | .000     | .000     | .000  |
| 1995      | 広島      | 2     | 4     | 4     | 0     | 0     | 0        | 0        | 0        | 0     | 0     | 0     | 1        | 0     | 0     | 0     | 0     | 0     | 3     | 0        | .000  | .000     | .000     | .000  |
| 1995      | 時報      | 12    | 22    | 19    | 3     | 4     | 0        | 0        | 0        | 4     | 2     | 0     | 0        | 1     | 0     | 2     | 0     | 0     | 8     | 0        | .211  | .286     | .211     | .497  |
| 1996      | 広島      | 4     | 4     | 4     | 0     | 0     | 0        | 0        | 0        | 0     | 0     | 0     | 0        | 0     | 0     | 0     | 0     | 0     | 2     | 0        | .000  | .000     | .000     | .000  |
| 1997      | 広島      | 2     | 2     | 2     | 0     | 0     | 0        | 0        | 0        | 0     | 0     | 0     | 0        | 0     | 0     | 0     | 0     | 0     | 0     | 0        | .000  | .000     | .000     | .000  |
| NPB：4年  | NPB：4年  | 14    | 16    | 16    | 0     | 0     | 0        | 0        | 0        | 0     | 0     | 0     | 1        | 0     | 0     | 0     | 0     | 0     | 8     | 0        | .000  | .000     | .000     | .000  |
| CPBL：1年 | CPBL：1年 | 12    | 22    | 19    | 3     | 4     | 0        | 0        | 0        | 4     | 2     | 0     | 0        | 1     | 0     | 2     | 0     | 0     | 8     | 0        | .211  | .286     | .211     | .497  |

### 記録
NPB
- 初出場：1991年5月20日、対読売ジャイアンツ8回戦（東京ドーム）、8回裏に西田真二に代わり左翼手として出場
- 初打席：同上、9回表に木田優夫の前に凡打
- 初先発出場：1995年9月21日、対ヤクルトスワローズ25回戦（明治神宮野球場）、6番・一塁手として先発出場

### 背番号
- 54 （1989年 - 1996年）
- 35 （1997年）

### 登録名
- 千代丸 亮彦（ちよまる あきひこ、1989年 - 1995年）
- 千代丸 祥士（ちよまる しょうし、1996年 - 1997年）